# FCW
FCW — телевізійне шоу, яке існувало з 2008 по 2012 роки. Останній епізод вийшов 15 липня 2012 року. Тепер існує як частина бренду NXT.

## Історія промоушену
Саме такий варіант шоу, який ми бачили був розроблений Стівом Кеірном у 2007 році.
Дебют шоу відбувся 26 червня 2007 року у Тампі. Тоді відбулася Королівська Битва за участю 21 людини за право володіти першим в історії титулом Південного чемпіона у важкій вазі. Першим чемпіоном став Джек Хаггер, який переміг у Королівській Битві.
Згодом було проведено змагання за право володіти титулами Чемпіонів командних змагань. Едді Колон і Ерік Перес (Пуерторіканці) перемогли Стівена Левінгтона і Хіта Мілера.
7 липня 2008 року, WWE підтвердили, що FCW працює на основі старого промоушену, що існував з 1961 по 1987 роки.
20 березня 2012 року, було повідомлено, що WWE припинили свою діяльність у FCW.
У серпні 2012 року, WWE змінила назву промоушену, який відтоді називається NXT.

## Чемпіонські титули
Загалом, титули у FCW змінювались, але на момент закриття шоу, у промоушені були:

### Титул чемпіона у важкій вазі
Перший чемпіон — Джек Хаггер. Також чемпіонами ставали: Дрю Макінтайр, Шеймус.

### Чемпіони командних змагань
Перші чемпіони — Пуерториканці (Едді Колон і Ерік Перес).

### Чемпіонка дів
Чемпіонками ставали: Ей Джей Лі, Аксана). Також була спеціальна нагорода для дів — королева FCW.